# Cerdistus coedicus
Cerdistus coedicus là một loài ruồi trong họ Asilidae. Cerdistus coedicus được Walker miêu tả năm 1849. Loài này phân bố ở miền Australasia.